# Octave (musikalbum)
Octave är ett musikalbum av The Moody Blues som utgavs 1978. Det var deras första sedan gruppen tog paus efter 1972 års album Seventh Sojourn och kom att bli deras sista album med Mike Pinder som medlem. Albumet inleds med låten "Steppin' in a Slide Zone" som blev en mindre amerikansk hit.

## Låtlista
(kompositör inom parentes)
1. "Steppin' in a Slide Zone" (John Lodge) – 5:29
2. "Under Moonshine" (Ray Thomas) – 5:00
3. "Had to Fall in Love" (Justin Hayward) – 3:42
4. "I'll Be Level with You" (Graeme Edge) – 3:48
5. "Driftwood" (Hayward) – 5:03
6. "Top Rank Suite" (Hayward) – 3:42
7. "I'm Your Man" (Thomas) – 4:21
8. "Survival" (Lodge) – 4:09
9. "One Step into the Light" (Mike Pinder) – 4:29
10. "The Day We Meet Again" (Hayward) – 6:19

## Listplaceringar
| Lista (1978)   | Position            |
| -------------- | ------------------- |
| Finland        | 19                  |
| Kanada         | 9 (RPM)             |
| Nederländerna  | 7                   |
| Norge          | 9 (VG-lista)        |
| Nya Zeeland    | 14                  |
| Storbritannien | 6 (UK Albums Chart) |
| Sverige        | 12                  |
| USA            | 13 (Billboard 200)  |
| Västtyskland   | 15                  |
| Österrike      | 25                  |